# União Brasil
O União Brasil (UNIÃO) é um partido político brasileiro majoritariamente de centro-direita que surgiu da fusão entre o Democratas (DEM) e o Partido Social Liberal (PSL), aprovada por ambas às agremiações em 6 de outubro de 2021. O partido segue uma linha conservadora e liberal, sendo considerado também um partido pega-tudo por abranger políticos com opiniões diferentes. Em fevereiro de 2022, o TSE aprovou a fusão e conferiu o registro ao novo partido político, que à época contava com o maior número de membros na Câmara dos Deputados. Em junho de 2025, o partido possuía 1.089.288 filiados, sendo o sétimo maior do país.

## História

### Antecedentes
Em 2017, foi promulgada a Emenda Constitucional 97, que estabeleceu uma cláusula de barreira progressiva, para que os partidos políticos brasileiros tenham acesso gratuito ao rádio e à televisão em propaganda eleitoral, bem como ao fundo partidário. Igualmente, a emenda proibiu a formação de coligações políticas para a disputa de eleições proporcionais. O objetivo da referida emenda foi diminuir o número de partidos políticos no Brasil.
Desde então, alguns partidos políticos foram incorporados a outros. Em 2021, o Democratas e o PSL anunciaram a fusão. Historicamente, o Democratas foi um dos maiores partidos da direita brasileira, sendo sucessor do Partido da Frente Liberal (PFL), enquanto o PSL foi uma pequena sigla inicialmente liberal clássica e social-liberal que, com a agremiação e consecutiva candidatura de Jair Bolsonaro nas eleições presidenciais de 2018, havia crescido e adotado uma postura tradicionalista e liberal conservadora.

### Fusão
As primeiras notícias que surgiram no final de 2019, durante a crise que culminou na saída de Jair Bolsonaro do PSL. Na época, houve várias resistências, com ACM Neto, presidente do Democratas, afirmando que essa união não teria sentido e Felipe Francischini, presidente da Comissão de Constituição e Justiça na Câmara dos Deputados, disse que a união faria com que ambos partidos perdessem espaço na política.
Após as eleições municipais no Brasil em 2020, as negociações foram retomadas. Inicialmente, o Progressistas faria parte da fusão, porém acabou desistindo. A fusão foi motivada com a saída de vários quadros fortes do Democratas, como o prefeito do Rio de Janeiro Eduardo Paes, o ex-presidente da Câmara Rodrigo Maia e o vice-governador de São Paulo Rodrigo Garcia, além dos resultados ruins do PSL nas municipais.
Foi decidido que o presidente do novo partido seria Luciano Bivar e seu secretário-geral seria o ACM Neto. Consequentemente, os diretório nacionais do Democratas e do PSL aprovaram a fusão por unanimidade, com definição de uma convenção nacional em outubro para oficializar a fusão.
O nome "União Brasil" e o número 44 foram escolhidos no final de setembro de 2021, as outras alternativas eram Partido Liberal Democrata e Brasil em Movimento. O nome foi escolhido com base em pesquisas qualitativas feitas por ambos os partidos.
Em 6 de outubro de 2021, uma convenção nacional contendo representantes de ambos os partidos aprovou a fusão por aclamação e requisitou a aprovação pelo TSE. Em fevereiro de 2022, o TSE aprovou a fusão e conferiu o registro ao novo partido político.

### Saída da Ala Pró-Bolsonaro
Nas eleições de 2018, os partidos antecessores (DEM e PSL) elegeram 81 deputados federais, de forma que, na data da fusão, o partido tinha o maior número de membros na Câmara dos Deputados. Todavia, durante a janela partidária de 2022, dezenas de deputados, sobretudo aliados do presidente Jair Bolsonaro, deixaram a legenda. Sendo assim, em abril de 2022, o partido tinha 46 membros Câmara dos Deputados, ficando quinto lugar entre os partidos na Casa.
Entretanto, ainda permaneceram algumas lideranças "bolsonaristas", como, por exemplo, a deputada federal e postulante ao senado do Rio de Janeiro, Clarissa Garotinho, e o capitão da Reserva da Polícia Militar do Ceará, Wagner Gomes.
|                                               |  |                                               | Partido Social Liberal (PSL) 1994–2022    | Partido Social Liberal (PSL) 1994–2022          |  | União Brasil (UNIÃO) 2022–presente              | União Brasil (UNIÃO) 2022–presente  | União Brasil (UNIÃO) 2022–presente |
| Aliança Renovadora Nacional (ARENA) 1966–1979 |  | Partido da Frente Liberal (PFL) 1985–2007     | Partido da Frente Liberal (PFL) 1985–2007 | Democratas (DEM) 2007–2022                      |  | União Brasil (UNIÃO) 2022–presente              | União Brasil (UNIÃO) 2022–presente  | União Brasil (UNIÃO) 2022–presente |
| Aliança Renovadora Nacional (ARENA) 1966–1979 |  | Partido Democrático Social (PDS) 1980–1993    |                                           | Partido Progressista Reformador (PPR) 1993–1995 |  | Partido Progressista Brasileiro (PPB) 1995–2003 | Partido Progressista (PP) 2003–2017 | Progressistas (PP) 2017–presente   |
|                                               |  | Partido Democrata Cristão (PDC) 1985–1993     |                                           | Partido Progressista Reformador (PPR) 1993–1995 |  | Partido Progressista Brasileiro (PPB) 1995–2003 | Partido Progressista (PP) 2003–2017 | Progressistas (PP) 2017–presente   |
|                                               |  | Partido Social Trabalhista (PST) 1988–1993    |                                           | Partido Progressista (PP) 1993–1995             |  | Partido Progressista Brasileiro (PPB) 1995–2003 | Partido Progressista (PP) 2003–2017 | Progressistas (PP) 2017–presente   |
|                                               |  | Partido Trabalhista Renovador (PTR) 1985–1993 |                                           | Partido Progressista (PP) 1993–1995             |  | Partido Progressista Brasileiro (PPB) 1995–2003 | Partido Progressista (PP) 2003–2017 | Progressistas (PP) 2017–presente   |

### Potencial fusão com o Progressistas
O Progressistas fez parte da discussão da união entre o DEM e o PSL que culminou na formação do União Brasil, mas acabou não participando da fusão de 2021.
Em 2022, líderes do União Brasil e do Progressistas reiniciaram as tratativas de fusão entre os partidos. Em 1 de outubro do mesmo ano, o presidente da Câmara dos Deputados, Arthur Lira, confirmou que a fusão deveria ocorrer depois das eleições gerais de 2022.
Todavia, após as eleições, os partidos desistiram das tratativas de fusão, pela existência de rivalidades locais entre seus membros e pela proibição de que o UNIÃO participe de fusões ou incorporações nos primeiros cinco anos após seu registro no TSE, conforme o seu próprio estatuto. Sendo assim, os partidos iniciaram novas conversas sobre uma federação

### Eleições de 2022
Comprometido com a tentativa de nomear um candidato presidencial nas eleições gerais brasileiras de 2022, o partido indicou Soraya Thronicke, advogada e senadora do Mato Grosso do Sul, como candidata presidencial e Marcos Cintra, economista e deputado federal por São Paulo, como vice-presidente. Embora Thronicke não tenha sido eleita, o partido venceu a disputa para governador do Amazonas, Goiás, Mato Grosso e Rondônia. Nas eleições parlamentares também tiveram sucesso, elegendo 59 Deputados Federais e 7 Senadores.

### Governo Lula
O partido aceitou 3 ministérios no governo Lula. Luciano Bivar anunciou que o partido não faria oposição ao novo governo mas também que não seria da base governista, apesar dos ministérios.

### Potencial federação com o PP e Avante
Em 2023, o partido iniciou novamente a discussão sobre uma federação com o Progressistas e Avante para a formação de uma federação partidária. Os dirigentes do partido escolheram o nome "União Progressista" para a federação potencial. Todavia, primeiramente se decidiu que o Avante não participaria da federação e posteriormente o UNIÃO não conseguiu acordo com o PP quanto a distribuição dos diretórios estaduais, razão pela qual as negociações foram encerradas sem que a federação fosse formada.

### Federação União Progressista
No mês de março de 2025 iniciaram negociações novamente envolvendo uma possível fusão ou federação entre o União Brasil, comandado por Antônio de Rueda e o Progressistas, comandado pelo senador Ciro Nogueira (PP-PI). Em 18 de março foi aprovada a deliberação do avanço nas negociações pelas lideranças dos dois partidos a fim de concretizar uma federação.
No dia 28 de abril, veículos de comunicação dos dois partidos anunciaram a fundação da Federação União Progressista, numa cerimônia realizada no salão nobre da Câmara dos Deputados do Brasil que aconteceria em 29 de abril de 2025.

## Organização
| Governadores atuais (4) | Governadores atuais (4) | Governadores atuais (4) |
| UF | Governador              | Imagem                  |
| --- | ----------------------- | ----------------------- |
| AM | Wilson Lima             | Wilson Lima             |
| GO | Ronaldo Caiado          | Ronaldo Caiado          |
| MT | Mauro Mendes            | Mauro Mendes            |
| RO | Marcos Rocha            | Marcos Rocha            |
| Observações: Os nomes marcados com o símbolo * foram (re)eleitos em 2022 por outros partidos. Nomes marcados com o símbolo + são suplentes em exercício ou efetivados. |                         |                         |

| Senadores atuais (7) | Senadores atuais (7) | Senadores atuais (7) |
| UF | Senador(a)           | Imagem               |
| --- | -------------------- | -------------------- |
| AC | Alan Rick            | Alan Rick            |
| AC | Márcio Bittar*       | Márcio Bittar        |
| AP | Davi Alcolumbre      | Davi Alcolumbre      |
| MT | Jayme Campos*        | Jayme Campos         |
| PB | Efraim Filho         | Efraim Filho         |
| PR | Sergio Moro          | Sergio Moro          |
| TO | Dorinha Rezende      | Dorinha Resende      |
| Observações: Os nomes marcados com o símbolo * foram (re)eleitos em 2018 ou em 2022 por outros partidos. Nomes marcados com o símbolo + são suplentes em exercício ou efetivados. |                      |                      |

| Deputados federais atuais (60) | Deputados federais atuais (60) | Deputados federais atuais (60) |
| UF | Deputado(a)                    | Imagem                         |
| --- | ------------------------------ | ------------------------------ |
| AC | Meire Serafim                  | Meire Serafim                  |
| AC | Coronel Ulysses                | Coronel Ulysses                |
| AC | Eduardo Velloso                | Eduardo Velloso                |
| AL | Alfredo Gaspar                 | Alfredo Gaspar                 |
| AM | Saullo Vianna                  | Saullo Vianna                  |
| AM | Fausto Junior                  | Fausto Junior                  |
| BA | Elmar Nascimento               | Elmar Nascimento               |
| BA | Deputado Dal                   | —                              |
| BA | Paulo Azi                      | Paulo Azi                      |
| BA | Arthur Maia                    | Arthur Maia                    |
| BA | Leur Lomanto Júnior            | Leur Lomanto Júnior            |
| BA | José Rocha                     | José Rocha                     |
| CE | Fernanda Pessoa                | —                              |
| CE | Moses Rodrigues                | Moses Rodrigues                |
| CE | Danilo Forte                   | Danilo Forte                   |
| CE | Dayany do Capitão              | —                              |
| GO | Silvye Alves                   | Sylvie Alves                   |
| GO | Zacharias Calil                | Zacharias Calil                |
| GO | José Nelto*                    | José Nelto                     |
| MA | Pedro Lucas Fernandes          | Pedro Lucas Fernandes          |
| MA | Juscelino Filho                | Juscelino Filho                |
| MG | Rafael Simões                  | —                              |
| MG | Rodrigo de Castro              | —                              |
| MG | Marcelo Freitas                | Marcelo Freitas                |
| MT | Gisela Simona+                 | –                              |
| MT | Coronel Assis                  |                                |
| PA | Hélio Leite+                   | Hélio Leite                    |
| PB | Damião Feliciano               | Damião Feliciano               |
| PE | Fernando Filho                 | Fernando Filho                 |
| PE | Mendonça Filho                 | Mendonça Filho                 |
| PE | Luciano Bivar                  | Luciano Bivar                  |
| PR | Felipe Francischini            | Felipe Francischini            |
| PR | Matheus Laiola                 | —                              |
| PR | Geraldo Mendes                 | —                              |
| PR | Nelsinho Padovani              | Nelsinho Padovani              |
| RJ | Daniela do Waguinho            | Daniela do Waguinho            |
| RJ | Danielle Cunha                 | Danielle Cunha                 |
| RJ | Ricardo Abrão+                 | Ricardo Abrão                  |
| RJ | Juninho do Pneu                | —                              |
| RJ | Murillo Gouvea                 | —                              |
| RJ | Marcos Soares                  | Marcos Soares                  |
| RN | Benes Leocádio                 | Benes Leocádio                 |
| RN | Carla Dickson+                 | Carla Dickson                  |
| RO | Fernando Máximo                | —                              |
| RO | Maurício Carvalho              | Maurício Carvalho              |
| RO | Cristiane Lopes                | Cristiane Lopes                |
| RO | Lebrão                         | —                              |
| RR | Antonio Nicoletti              | Antônio Nicoletti              |
| RR | Pastor Diniz                   | —                              |
| RS | Luiz Carlos Busato             | Luiz Busato                    |
| SC | Fabio Schiochet                | Fabio Schiochet                |
| SE | Yandra de André                | Yandra de André                |
| SE | Rodrigo Valadares              | —                              |
| SP | Kim Kataguiri                  | Kim Kataguiri                  |
| SP | Rosângela Moro                 | Rosângela Moro                 |
| SP | Alexandre Leite                | Alexandre Leite                |
| SP | Felipe Becari                  | Felipe Becari                  |
| SP | David Soares                   | David Soares                   |
| SP | Fernando Marangoni             |                                |
| TO | Carlos Gaguim                  | Carlos Gaguim                  |
| Observações: Os nomes marcados com o símbolo * foram (re)eleitos em 2022 por outros partidos. Nomes marcados com o símbolo + são suplentes em exercício ou efetivados. O deputado Celso Sabino foi ministro do turismo. |                                |                                |

| Deputados estaduais atuais (99) | Deputados estaduais atuais (99) | Deputados estaduais atuais (99) | Deputados estaduais atuais (99) | Deputados estaduais atuais (99) |
| UF | Deputado(a)                     | UF                              | Deputado(a)                     |                                 |
| --- | ------------------------------- | ------------------------------- | ------------------------------- | ------------------------------- |
| AC | Gilberto Lira                   | PE                              | Antônio Coelho                  |                                 |
| AC | Whendy Lima                     | PE                              | Chaparral                       |                                 |
| AL | Delegado Leonam                 | PE                              | Romero Sales Filho              |                                 |
| AL | Lelo Maia                       | PE                              | Romero Lima                     |                                 |
| AL | Mesaque Padilha                 | PE                              | Socorro Pimentel                |                                 |
| AM | Roberto Cidade                  | PR                              | Ney Leprevost                   |                                 |
| AM | Joana Darc                      | PR                              | Tito Barichello                 |                                 |
| AM | George Lins                     | PR                              | Luiz Fernando Guerra            |                                 |
| AM | Thiago Abrahim                  | PR                              | Paulo do Carmo                  |                                 |
| AM | Adjuto Afonso                   | PR                              | Thiago Bührer                   |                                 |
| AM | Mário César Filho               | PR                              | Mauro Moraes                    |                                 |
| AP | Alliny Serrão                   | PR                              | Flávia Francischini             |                                 |
| AP | Roberto Góes                    | RJ                              | Márcio Canella                  |                                 |
| AP | Hildegard Gurgel                | RJ                              | Vinícius Cozzolino              |                                 |
| BA | Marcinho Oliveira               | RJ                              | Bruno Dauaire                   |                                 |
| BA | Pedro Tavares                   | RJ                              | Rodrigo Amorim                  |                                 |
| BA | Katia Oliveira                  | RJ                              | Pedro Brazão                    |                                 |
| BA | Marcelinho Veiga                | RJ                              | Rafael Nobre                    |                                 |
| BA | Alan Sanches                    | RJ                              | Franciane Motta                 |                                 |
| BA | Sandro Régis                    | RJ                              | Filipe Soares                   |                                 |
| BA | Luciano Simões                  | RN                              | Ivanilson Oliveira              |                                 |
| BA | Manuel Rocha                    | RN                              | Taveira Jr                      |                                 |
| BA | Robinho                         | RO                              | Ieda Chaves                     |                                 |
| BA | Junior Nascimento               | RO                              | Cirone Deiró                    |                                 |
| CE | Firmo Camurça                   | RO                              | Ezequiel Neiva                  |                                 |
| CE | Oscar Rodrigues                 | RO                              | Gislaine Lebrinha               |                                 |
| CE | Sargento Reginauro              | RO                              | Rosangela Donadon               |                                 |
| CE | Felipe Mota                     | RR                              | Catarina Guerra                 |                                 |
| DF | Eduardo Pedrosa                 | RR                              | Jorge Everton                   |                                 |
| ES | Bruno Resende                   | RR                              | Cláudio Cirurgião               |                                 |
| ES | Denninho Silva                  | RS                              | Dirceu Franciscon               |                                 |
| GO | Bruno Peixoto                   | RS                              | Aloísio Classmann               |                                 |
| GO | Virmondes Cruvinel              | RS                              | Thiago Duarte                   |                                 |
| GO | Lincoln Tejota                  | SC                              | Jair Miotto                     |                                 |
| GO | Renato de Castro                | SC                              | Sérgio Guimarães                |                                 |
| GO | Amauri Ribeiro                  | SC                              | Marcos da Rosa                  |                                 |
| GO | Talles Barreto                  | SE                              | Cristiano Cavalcante            |                                 |
| MA | Neto Evangelista                | SE                              | Marcelo Sobral                  |                                 |
| MG | Ione Pinheiro                   | SE                              | Kaká Santos                     |                                 |
| MG | Arnaldo Junior                  | SE                              | Luizão Dona Trampi              |                                 |
| MG | Rodrigo Lopes                   | SP                              | Milton Leite Filho              |                                 |
| MS | Roberto Hashioka                | SP                              | Guto Zacarias                   |                                 |
| MT | Eduardo Botelho                 | SP                              | Edmir Chedid                    |                                 |
| MT | Dilmar Dal Bosco                | SP                              | Rafael Saraiva                  |                                 |
| MT | Sebastião Machado Rezende       | SP                              | Felipe Franco                   |                                 |
| MT | Júlio Campos                    | SP                              | Solange Freitas                 |                                 |
| PA | Victor Dias                     | SP                              | Daniel Soares                   |                                 |
| PB | Taciano Diniz                   | SP                              | Edson Giriboni                  |                                 |
| PB | George Morais                   | SP                              | Átila Jacomussi                 |                                 |
| PB | Gilbertinho                     | TO                              | Jair Farias                     |                                 |
| |                                 | TO                              | Vanda Monteiro                  |                                 |
| Observações: Os nomes marcados com o símbolo * foram (re)eleitos em 2022 por outros partidos. Nomes marcados com o símbolo + são suplentes em exercício ou efetivados. |                                 |                                 |                                 |                                 |

### Prefeitos das Capitais
| Prefeitos das Capitais (5) | Prefeitos das Capitais (5) | Prefeitos das Capitais (5) | Prefeitos das Capitais (5) |
| UF                         | Cidade                     | Prefeito                   | Imagem                     |
| -------------------------- | -------------------------- | -------------------------- | -------------------------- |
| BA                         | Salvador                   | Bruno Reis                 |                            |
| GO                         | Goiânia                    | Sandro Mabel               |                            |
| MG                         | Belo Horizonte             | Álvaro Damião              |                            |
| PI                         | Teresina                   | Sílvio Mendes              |                            |
| RN                         | Natal                      | Paulinho Freire            |                            |

### Número de filiados
| Data      | Filiados  | Crescimento anual | Crescimento anual |
| --------- | --------- | ----------------- | ----------------- |
| dez./2022 | 1.058.548 | 1.058.548         | -                 |
| dez./2023 | 1.042.598 | 15.950            | -1,5%             |
| set./2024 | 1.102.871 | 60.273            | +5,78%            |

## Princípios
|                                                 |  |  |
| A criação do UNIÃO nasceu da fusão de DEM e PSL |  |  |

Assim como seus antecessores, a União Brasil se posiciona entre a centro-direita e a direita no espectro político convencional. O cientista político Vinícius Vieira descreve a fusão com sendo uma versão brasileira de partidos liberais, sendo focado em capitalizar o eleitorado de direita que se decepcionou com o presidente Jair Bolsonaro. Vice-presidente do PSL, Junior Bozzella colocou a nova legenda como parte do polo democrático e que busca evitar a polarização política entre Luiz Inácio Lula da Silva e Jair Bolsonaro, afirmando que apoiadores radicais de Bolsonaro teriam que sair do partido.
Na fundação, foi definido um manifesto que afirma as posições políticas da União Brasil, sendo suas quatro diretrizes:
- O valor da democracia como sistema político pautado pela tolerância, pluralidade, respeito e diálogo;
- O valor do Estado como garantidor dos direitos sociais básicos da população;
- O valor da liberdade como condição para busca de realização individual;
- O valor da família como esteio da pessoa e base da sociedade.

O manifesto também definiu 44 princípios básicos do partido. Na economia, ainda que defensor de austeridade fiscal, privatizações e cortes de impostos, o partido é contra o Estado mínimo, afirmando que o Estado tem um papel importante em áreas como educação, saúde e programas de transferência de renda. Além disso, apoia o federalismo e o municipalismo. Em questões sociais, posiciona-se como favorável à preservação da família e da cultura brasileira, defendendo também o aumento da participação das mulheres e minorias raciais na política. Quanto a questões ambientais, afirma que a existência de mudanças climáticas é evidente e que o governo deve realizar ações imediatas para mitigar isso.

## Desempenho eleitoral

### Eleições estaduais e federais
| Legislatura      | Bancada  | %    | ± |
| ---------------- | -------- | ---- | - |
| 57.ª (2023-2027) | 59 / 513 | 11,5 | - |

| Legislatura      | Bancada | %     | ± |
| ---------------- | ------- | ----- | - |
| 57.ª (2023-2027) | 10 / 81 | 12,3% | - |

### Eleições presidenciais
| Ano  | Imagem | Candidato(a) à presidência | Candidato(a) à vice-presidência | Coligação     | Votos           | Posição |
| ---- | ------ | -------------------------- | ------------------------------- | ------------- | --------------- | ------- |
| 2022 |        | Soraya Thronicke (UNIÃO)   | Marcos Cintra (UNIÃO)           | Sem coligação | 600.953 (0,51%) | 5ª      |